# Radek Čížek
Radek Čížek (* 1974) je český fotbalový záložník, který momentálně působí v klubu FK Union Cheb 2001. Odchovanec chebského fotbalu se přes Spolanu Neratovice dostal v roce 1997 do tehdejší Dukly, za kterou sehrál svá první prvoligová utkání. Na sezonu 2002/2003 byl uvolněn do Blšan, odkud o rok později zamířil do Jablonce. Po vypršení smlouvy odešel v létě 2005 do Mostu.